# Dionís Guiteras i Rubio
Dionís Guiteras i Rubio (Granollers, 11 de setembre del 1970) és un empresari i polític català, alcalde de Moià des de 2011 i diputat al Parlament de Catalunya en la X Legislatura.

## Biografia
Ha estat fundador i administrador de diferents empreses d'aliments ecològics i actualment cursa Ciències Polítiques a la Universitat Oberta de Catalunya. És president i soci fundador de l'associació empresarial per a l'agricultura ecològica AE2 i membre de la Federació Internacional de Moviments d'Agricultura Ecològica (IFOAM) i d'IFOAM AgriBioMediterráneo (ABM). Políticament és militant d'Esquerra Republicana des del 2006, organització de la qual és president del Consell Assessor Municipal, alcalde de Moià des del 2011 i diputat al Parlament de Catalunya des de les eleccions del 2012.
El 2015 va ser elegit vicepresident de la Diputació de Barcelona.